# Paratrichius festivus
Paratrichius festivus är en skalbaggsart som beskrevs av Gilbert John Arrow 1910. Paratrichius festivus ingår i släktet Paratrichius och familjen Cetoniidae. Inga underarter finns listade i Catalogue of Life.